# Erik Andersson (football)
Erik Andersson, né le 3 mai 1997 en Suède, est un footballeur suédois qui évolue au poste de milieu central au FC Helsingør.

## Biographie

### En club
Né en Suède, Erik Andersson commence le football au IK Wormo avant de rejoindre le Landskrona BoIS, où il est formé. Il fait ses débuts en professionnel à seulement 15 ans, le 29 octobre 2012, lors d'une rencontre de championnat face au Jönköpings Södra IF. Directement titularisé, il marque également son premier but en ouvrant le score et participe à la victoire de son équipe par trois buts à deux,.
En janvier 2015, Andersson rejoint le Malmö FF. Le transfert est annoncé dès le 13 novembre 2014 et il signe un contrat de quatre ans.
Après deux saisons en prêt au Trelleborgs FF, Erik Andersson rejoint définitivement le club le 9 janvier 2018. Il signe un contrat de trois ans, soit jusqu'en décembre 2020.
Le club étant promu, il découvre alors l'Allsvenskan, l'élite du football suédois, jouant son premier match dans cette compétition contre l'IFK Göteborg, lors de la première journée de la saison 2018. Il est titularisé et son équipe est battue par trois buts à un.
Le 2 février 2021, Erik Andersson rejoint le GIF Sundsvall. Il signe un contrat de trois ans, soit jusqu'en décembre 2023.
Après une saison 2023 où son club termine à la dixième place en championnat, Andersson décide de quitter le club librement à la fin de son contrat.
Le 5 janvier 2024, Erik Andersson prend la direction du Danemark afin de s'engager avec le FC Helsingør. 

### En sélection
Erik Andersson représente l'équipe de Suède des moins de 17 ans, jouant un total de sept matchs entre 2013 et 2014.